# Lill-Tattartjärnen
Lill-Tattartjärnen är en sjö i Storumans kommun i Lappland och ingår i Umeälvens huvudavrinningsområde.